# Esther van der Loos
Esther van der Loos (Assendelft, 26 juli 1968) is een Nederlands aangepast roeier met deelname aan de Paralympische Spelen 2016 en Paralympische Spelen 2024.

## Achtergrond
Van der Loos is op aanzienlijk nationaal wedstrijdniveau schaatser en heeft veel talent om zich bij de allerbeste te scharen. Van der Loos had examens en wilde even een rondje door Assendelft doen op de fiets. Van dit ongeluk herinnert Van der Loos zich niets meer. Het gevolg hiervan is een hersenkneuzing. Maar dan in 1999 slaat het noodlot opnieuw toe, Van der Loos valt tijdens het schaatsen. Er steekt een bot net boven haar knie uit. Er volgt een lang revalidatietraject omdat het niet duidelijk is wat Van der Loos heeft. Uiteindelijk blijkt het om een dwarslaesie te gaan. Bij een nieuw revalidatietraject doet Van der Loos verschillende oefeningen en ontdekt hierbij wat ze verder kan doen. 

## Roeien
Het begint bij de roeivereniging Willem III, het water op zonder rolstoel. Na een terugslag ontdekt Van der Loos in Berlijn een roeiboot met een vast bakje en drijvers. Dit past beter bij haar handicap. 
In 2013 begint ze aan, wat later blijkt, het leukste wat ze ooit heeft gedaan: Van der Loos stapt met Corné de Koning in een boot. Bij het eerste wereldkampioenschap in datzelfde jaar werd Van der Loos samen met De Koning vijfde in de gemengde dubbeltwee. Dat jaar erna werd er voor het eerst een succes geboekt door bij een wereldbeker zilver te winnen. Er ontstaat een plan om deel te nemen aan de Paralympische Spelen 2016. Dit werd werkelijk door zich bij het wereldkampioenschap 2015 te plaatsen.
Voor de Paralympische Spelen 2016 is Corné de Koning de andere partner in de gemengde dubbeltwee. In de series plaatst de winnaar zich direct voor de halve finale en de nummer twee zich voor de herkansingen. Er werd een tweede plaats neergezet en dit betekent een herkansing. De herkansing werd met ruim anderhalve seconde voorsprong op de nummer twee gewonnen, wat betekent dat Van der Loos en de Koning zich hebben geplaatst voor de Paralympische finale. In de finale werd het koppel vierde en dat betekent, dat de eerste Paralympische roeimedaille ooit voor Nederland nog op zich laat wachten. Dit is de laatste wedstrijd van Van der Loos. Achteraf concludeert Van der Loos dat ze misschien wel te veel heeft gedaan omdat ze te graag wilde en daardoor zichzelf heeft overbelast.
Waar Van der Loos na Rio de Janeiro stopt, gaat De Koning door. Wel blijft Van der Loos betrokken bij het paralympisch roeien: als teammanager, als sparringpartner en als reserve bij grote toernooien. Met Annika van der Meer wint De Koning WK-goud in 2017 en 2018 en zilver op de Paralympische Spelen in Tokio en richting de Spelen van Parijs was Chantal Haenen zijn roeipartner. Ze kwalificeren zich voor Parijs en een gezamenlijke paralympische medaille lijkt mogelijk. Tot Haenen afgelopen najaar aangeeft te twijfelen over het traject naar de Paralympische Spelen. Bondscoach Jan Klerks concludeert na een paar gesprekken dat er te weinig commitment is en zet Haenen uit de boot. Klerks kwam naar Van der Loos toe en vroeg of ze samen met De Koning wilde roeien. Van der Loos is de enige die deze plek in de boot kon innemen. Van der Loos wilde De Koning een waardig afscheid wensen en wist tegelijkertijd ook dat als ze nee zou zeggen het voor de hele ploeg zou ophouden en Nederland niet aanwezig zal zijn tijdens de Paralympische Spelen. Daarom besloot van der Loos om dit te doen.
In aanloop naar de Paralympische Spelen 2024 worden er twee bronzen wereldbeker medailles gewonnen. Het Europese kampioenschap stelt daarna wat teleur met een vijfde plaats. De series tijdens de Paralympische Spelen 2024 werd het koppel vierde en gaat naar de herkansingsronde, waarin er een er een derde plaats werd behaald. De beste twee van de herkansingsserie gaat naar de finale. Wel gaat de ploeg naar de B-finale. Hierin werd een zevende plaats behaald.

## Resultaten[6]

### Paralympische Zomerspelen
| Jaar | Plaats         | Resultaten                              |
| ---- | -------------- | --------------------------------------- |
| 2016 | Rio de Janeiro | 4e in de gemengd dubbeltwee (PR2 Mix2x) |
| 2024 | Parijs         | 7e in de gemengd dubbeltwee (PR2 Mix2x) |

### Wereldkampioenschappen
| Jaar | Plaats              | Resultaten                              |
| ---- | ------------------- | --------------------------------------- |
| 2013 | Chungju             | 5e in de gemengd dubbeltwee (PR2 Mix2x) |
| 2014 | Amsterdam           | 5e in de gemengd dubbeltwee (PR2 Mix2x) |
| 2015 | Aiguebelette-le-Lac | 5e in de gemengd dubbeltwee (PR2 Mix2x) |

### Europese kampioenschappen
| Jaar | Plaats | Resultaten                              |
| ---- | ------ | --------------------------------------- |
| 2024 | Szeged | 5e in de gemengd dubbeltwee (PR2 Mix2x) |

### Wereldbeker
| Jaar | Plaats              | Resultaten                              |
| ---- | ------------------- | --------------------------------------- |
| 2013 | Sydney              | Niet deelgenomen                        |
| 2013 | Eton                | 4e in de gemengd dubbeltwee (PR2 Mix2x) |
| 2013 | Luzern              | Niet deelgenomen                        |
| 2014 | Sydney              | Niet deelgenomen                        |
| 2014 | Aiguebelette-le-Lac | in de gemengd dubbeltwee (PR2 Mix2x)    |
| 2014 | Luzern              | Niet deelgenomen                        |
| 2015 | Bled                | Niet deelgenomen                        |
| 2015 | Varese              | 5e in de gemengd dubbeltwee (PR2 Mix2x) |
| 2015 | Luzern              | Niet deelgenomen                        |
| 2016 | Varese              | Niet deelgenomen                        |
| 2016 | Luzern              | Niet deelgenomen                        |
| 2016 | Poznań              | in de gemengd dubbeltwee (PR2 Mix2x)    |
| 2024 | Luzern              | Niet deelgenomen                        |
| 2024 | München             | in de gemengd dubbeltwee (PR2 Mix2x)    |
| 2024 | Poznań              | in de gemengd dubbeltwee (PR2 Mix2x)    |